# إدريس الروخ
إدريس الروخ (مواليد 5 يوليو 1968) هو ممثل ومخرج أفلام مغربي، قام بالتمثيل في عدة أفلام منها بابل والصالحة والعديد من الأفلام المغربية والعالمية.
وبدأ مسيرته في الإخراج بسيتكوم ياك حنا جيران.

## أعماله

### ممثل
- 2000: دواير الزمان (مسلسل)
- 2001: كلها يلغي بلغاه (سلسلة فكاهية)
- 2001: أمواج البر
- 2002: خلخال الباتول (مسلسل)
- 2004: ليالي بيضاء (فيلم)
- 2006: بابل
- 2006: خيال الذيب (فيلم)
- (2006 - 2009): البعد الآخر (مسلسل)
- 2007: ملائكة الشيطان (فيلم)
- 2008: كازانيكرا (فيلم)
- 2009: الصالحة (فيلم)
- 2009: نامبر وان (فيلم)
- 2010: المنطقة الخضراء، فيلم أمريكي من بطولة مات ديمون
- 2011: براق (فيلم)
- 2011: جناح الهوى (فيلم)
- 2012: بنات لالة منانة
- 2012: صفي تشرب
- 2013: بنات لالة منانة 2
- 2013: خونة
- 2014: زينة (مسلسل)
- 2015: عايدة (فيلم مغربي)
- 2016: دالاص
- 2019: دنيا دوارة
- 2020: ولاد المختار (مسلسل)

### مخرج
- 2010: ياك حنا جيران
- 2011: ديما جيران
- 2012: كلنا جيران
- 2012: صفي تشرب
- 2013: بوغابة
- 2014: مسك الليل
- 2014: دار الغزلان
- 2014: كنبغيك حتى...أنا
- 2015: حبال الريح
- 2016: لوبيرج
- 2017: الخاوة
- 2017: دار الغزلان (الجزء الثاني)
- 2018: الصفحة الأولى
- 2019: فرصة ثانية
- 2020: مصباح علاء الدين
- 2021: بنات العساس
- 2021: جرادة مالحة

## روابط خارجية
- إدريس الروخ على موقع IMDb (الإنجليزية)
- إدريس الروخ على موقع قاعدة بيانات الأفلام العربية
- إدريس الروخ على موقع ألو سيني (الفرنسية)
- إدريس الروخ على موقع أول موفي (الإنجليزية)
- إدريس الروخ على موقع قاعدة بيانات الأفلام السويدية (السويدية)
- إدريس الروخ على موقع قاعدة بيانات الفيلم (الإنجليزية)
- إدريس الروخ على موقع كينوبويسك (الروسية)